# Bisbat de Vigevano
El bisbat de Vigevano  (italià: bisbat de Vigevano; llatí: Dioecesis Viglevanensis) és una seu de l'Església catòlica, sufragània de l'arquebisbat de Milà, que pertany a la regió eclesiàstica Llombardia. El 2010 tenia 179.179 batejats d'un total de 188.900 habitants. Actualment està regida pel bisbe Maurizio Gervasoni.

## Territori
La diòcesi comprèn gran part de la Lomellina. La parròquia de San Silvano martire de Sozzago, a la província de Novara, també en forma part.
La seu episcopal es troba la ciutat de Vigevano, on es troba la catedral de Sant Ambròs.
El territori està dividit en 87 parròquies.

## Sants Patrons
Els patrons de la diòcesi són sant Ambròs de Milà i sant Carles Borromeo, i la Mare de Déu de la Bozzola és la copatrona.

## Història
La diòcesi va ser erigida pel Papa Climent VII el 16 de març de 1530 mitjançant la butlla Pro excellenti, a partir de territori de les diòcesis de Novara i de Pavia. Originàriament comprenia només tres parròquies (Vigevano, Mortara i Gambolò) i era sufragània de l'arquebisbat de Milà. La diòcesi va créixer el 1532 amb l'erecció de dues parròquies més a la ciutat, i el 1535, amb l'annexió de l'abadia de Santa Maria di Acqualunga, que anteriorment pertanyia a la diòcesi de Pavia.
El primer bisbe va ser Galeazzo Pietra, que va fer el seu ingrés solemne el 6 de desembre de 1530, i que no trigà a instituir el capítol dels canonges a la catedral. El seu successor, i nebot, Maurizio Pietra, seguint les decisions del Concili de Trento, inicià el 1572 el primer sínode diocesà i erigí el seminari l'1 de gener de 1566.
Al segle xvii la diòcesi va ser governada per una sèrie de bisbes d'origen espanyols. Alguns d'aquests van ser absents a la vida de la diòcesi, mentre que d'altres van distingir-se per la seva seriositat a la cura pastoral. Particular importància en la vida cultural europea de l'època va ser el bisbe Juan Caramuel y Lobkowitz, polemista ferotge antijansenista.
Durant l'època napoleònica va ser elegit bisbe Nicola Saverio Gamboni, tot i que mai no va ser confirmat per la Santa Seu.
El 17 de juliol de 1817 la diòcesi de Vercelli va ser elevada a arxidiòcesi, i el 26 de novembre d'aquell any Vigevano n'esdevingué sufragània. Amb la mateixa butlla el Papa Pius VII amplià notablement la diòcesi de Vigevano, assignant-li totes les parròquies de la diòcesi de Pavia a dreta del riu Ticino.
El 17 de juliol de 1974, mitjançant el decret de la Congregació per als Bisbes Concilii Oecumenici tornà a formar part de la província eclesiàstica de l'arquebisbat de Milà i de la conferència episcopal llombarda, abandonant la piamontesa.
El bisbe de Vigevano des de sempre ha rebut els títols d'abat de Santa maria d'Acqualunga i de comte de Zeme.

## Cronologia episcopal
- Galeazzo Pietra † (24 de maig de 1530 - 27 d'octubre de 1552 mort)
- Maurizio Pietra † (27 d'octubre de 1552 - 20 de maig de 1576 mort)
- Alessandro Casale † (1 de juliol de 1577 - 16 de febrer de 1582 mort)
- Bernardino Bricennio (Brisseno) † (5 de novembre de 1582 - 10 d'agost de 1588 mort)
- Pietro Fauno † (12 de juny de 1589 - 9 de setembre de 1592 mort)
- Marsilio Landriani † (10 de novembre de 1593 - 27 d'agost de 1609 mort)[2]
- Giorgio Odescalchi † (26 de maig de 1610 - 7 de maig de 1620 mort)
- Francisco Romero, O.Carm. † (11 de gener de 1621 - 16 de juliol de 1635 mort)
  - Sede vacante (1635-1648)
- Juan Gutiérrez † (18 de maig de 1648 - 20 de març de 1649 mort)
  - Sede vacante (1649-1654)
- Gabriel Adarzo de Santander, O. de M. † (9 de març de 1654 - 24 de setembre de 1657 nomenat arquebisbe d'Otranto)
- Attilio Pietrasanta, O.Cist. † (28 de juliol de 1659 - 23 de novembre de 1666 mort)
- Gerolamo Visconti † (3 d'octubre de 1667 - 26 d'octubre de 1670 mort)
- Giovanni Rasini † (1 de juliol de 1671 - 18 de novembre de 1672 mort)
- Juan Caramuel y Lobkowitz, O.Cist. † (25 de setembre de 1673 - 7 de setembre de 1682 mort)
- Ferdinando de Roxas † (20 de desembre de 1683 - 30 de desembre de 1685 mort)
- Pier Marino Sormani, O.F.M. † (11 d'octubre de 1688 - 12 d'agost de 1702 mort)
- Gerolamo Archinto † (5 de març de 1703 - 22 d'octubre de 1710 mort)
- Giorgio Cattaneo † (2 de març de 1712 - 7 de novembre de 1730 mort)
- Carlo Bossi † (18 de juny de 1731 - 7 d'octubre de 1753 mort)
- Francesco Agostino Dalla Chiesa † (17 de febrer de 1755 - 11 d'agost de 1755 mort)
- Giuseppe Maria Scarampi † (18 de juliol de 1757 - 18 de febrer de 1801 mort)
  - Sede vacante (1801-1807)
  - Nicola Saverio Gamboni † (18 de setembre de 1803 - 11 de gener de 1807 nomenat patriarca de Venècia) (il·legítim)
- Francesco Milesi † (18 de setembre de 1807 - 23 de setembre de 1816 nomenat patriarca de Venècia)
- Giovanni Francesco Toppia † (25 de maig de 1818 - 30 de juliol de 1828 mort)
- Giovanni Battista Accusani † (5 de juliol de 1830 - 19 de juliol de 1843 mort)
- Pio Vincenzo Forzani † (25 de gener de 1844 - 15 de desembre de 1859 mort)
  - Sede vacante (1859-1871)
- Pietro Giuseppe de Gaudenzi † (27 d'octubre de 1871 - 15 d'octubre de 1891 mort)
- Giacomo Merizzi † (14 de desembre de 1891 - 28 de novembre de 1898 dimití)
- Pietro Berruti † (28 de novembre de 1898 - 8 d'abril de 1921 mort)
- Angelo Giacinto Scapardini, O.P. † (27 d'agost de 1921 - 20 de maig de 1937 mort)
- Giovanni Bargiggia † (6 de juliol de 1937 - 11 d'abril de 1946 mort)
- Antonio Picconi † (13 de juny de 1946 - 21 d'abril de 1952 mort)
- Luigi Barbero † (26 de juliol de 1952 - 1 d'abril de 1971 mort)
- Mario Rossi † (4 d'agost de 1971 - 19 d'agost de 1988 mort)
- Giovanni Locatelli † (12 de novembre de 1988 - 18 de març de 2000 retirat)
- Claudio Baggini (18 de març de 2000 - 12 de març de 2011 retirat)
- Vincenzo Di Mauro (12 de març de 2011 - 21 de juliol de 2012 dimití)
  - Dionigi Tettamanzi (24 de juliol de 2012 - 20 de juliol de 2013) (administrador apostòlic)
- Maurizio Gervasoni, des del 20 de juliol de 2013

## Estadístiques
A finals del 2010, la diòcesi tenia 179.179 batejats sobre una població de 188.900 persones, equivalent al 94,9% del total.
| any  | població | població | població | sacerdots | sacerdots       | sacerdots       | sacerdots             | diaques | religiosos | religiosos | parroquies |
| ---- | -------- | -------- | -------- | --------- | --------------- | --------------- | --------------------- | ------- | ---------- | ---------- | ---------- |
| any  | batejats | total    | %        | total     | clergat secular | clergat regular | batejats por sacerdot | diaques | homes      | dones      |            |
| 1950 | 182.000  | 183.000  | 99,5     | 30        | 15              | 15              | 6.066                 |         | 20         | 200        | 200        |
| 1969 | 186.220  | 186.389  | 99,9     | 185       | 162             | 23              | 1.006                 |         | 31         | 486        | 81         |
| 1980 | 183.678  | 183.871  | 99,9     | 163       | 142             | 21              | 1.126                 |         | 24         | 384        | 94         |
| 1990 | 176.402  | 176.806  | 99,8     | 146       | 126             | 20              | 1.208                 |         | 22         | 319        | 87         |
| 1999 | 174.000  | 176.000  | 98,9     | 127       | 117             | 10              | 1.370                 | 3       | 11         | 253        | 87         |
| 2000 | 174.000  | 176.000  | 98,9     | 131       | 120             | 11              | 1.328                 | 8       | 12         | 248        | 87         |
| 2001 | 174.000  | 175.900  | 98,9     | 130       | 119             | 11              | 1.338                 | 8       | 12         | 225        | 87         |
| 2002 | 174.200  | 177.477  | 98,2     | 124       | 116             | 8               | 1.404                 | 8       | 9          | 221        | 87         |
| 2003 | 173.600  | 176.855  | 98,2     | 123       | 113             | 10              | 1.411                 | 8       | 11         | 216        | 87         |
| 2004 | 173.055  | 175.950  | 98,4     | 122       | 111             | 11              | 1.418                 | 8       | 12         | 213        | 87         |
| 2010 | 179.179  | 188.900  | 94,9     | 114       | 103             | 11              | 1.571                 | 10      | 12         | 157        | 87         |

## Curiositat
La diòcesi de Vigevano és l'única diòcesi italiana que no va ser visitada pel Papa Joan Pau II. El Papa Benet XVI, en canvi, la va visitar a l'abril del 2007.